# Liste der Baudenkmäler in Möttingen

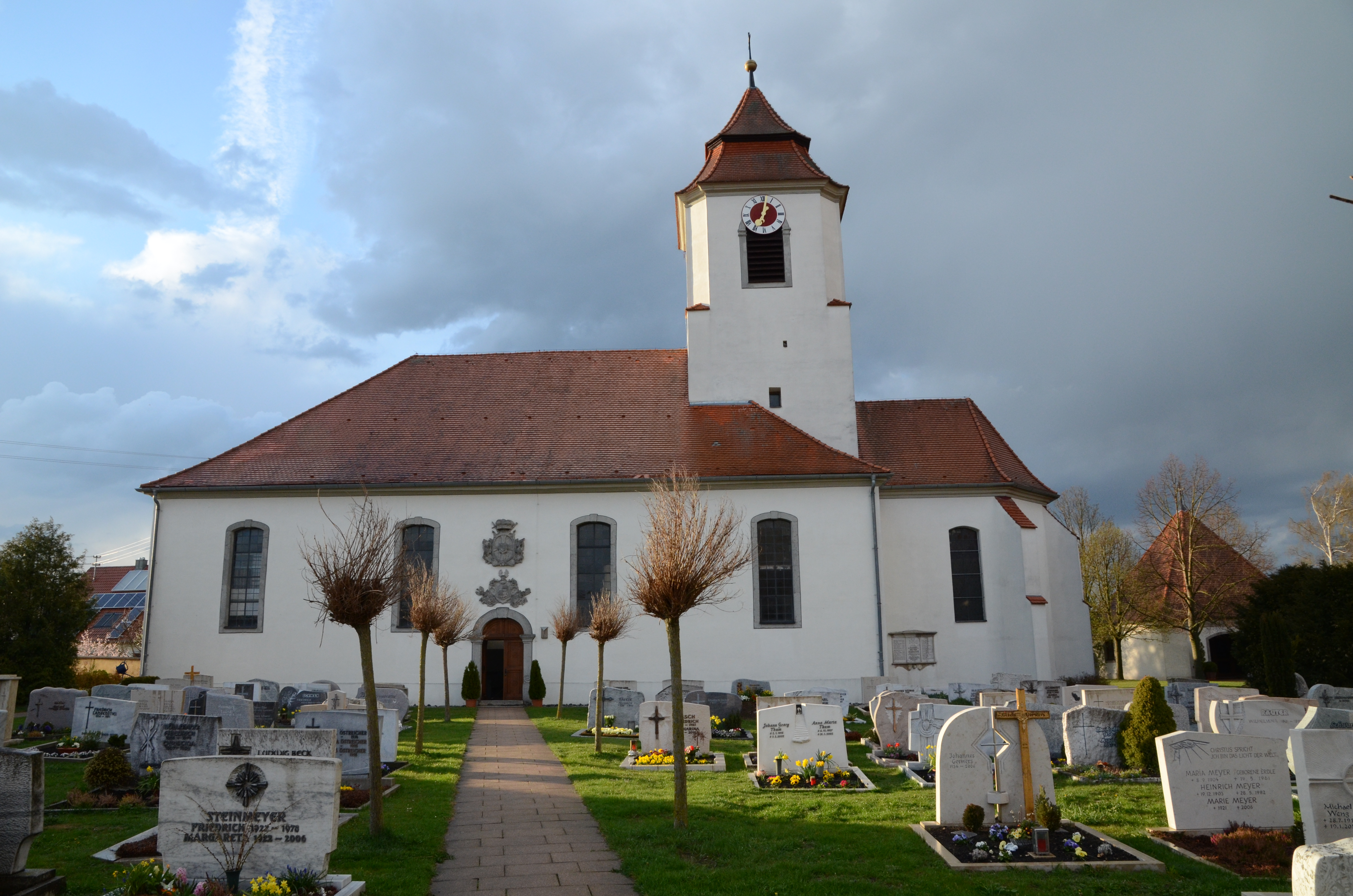
Möttingen, St. Georg

Auf dieser Seite sind die Baudenkmäler in der schwäbischen Gemeinde Möttingen zusammengestellt. Diese Tabelle ist eine Teilliste der Liste der Baudenkmäler in Bayern. Grundlage ist die Bayerische Denkmalliste, die auf Basis des Bayerischen Denkmalschutzgesetzes vom 1. Oktober 1973 erstmals erstellt wurde und seither durch das Bayerische Landesamt für Denkmalpflege geführt wird. Die folgenden Angaben ersetzen nicht die rechtsverbindliche Auskunft der Denkmalschutzbehörde.

## Baudenkmäler nach Gemeindeteilen

### Möttingen
| Lage                             | Objekt                                        | Beschreibung | Akten-Nr.     | Bild                               |
| -------------------------------- | --------------------------------------------- | --- | ------------- | ---------------------------------- |
| Dorfplatz 1 (Standort)           | Evangelisch-lutherische Pfarrkirche St. Georg | Saalbau mit Walmdach, eingezogenem, dreiseitig geschlossenem Chor mit Strebepfeilern und Turm mit polygonalem Aufsatz, gestuftem Helm und flankierenden Nebenräumen zwischen Schiff und Chor, Kirchenschiff mit korbbogigem Hausteinportal mit Agraffe, Turmunterbau Anfang 15. Jahrhundert, Chor zweite Hälfte 15. Jahrhundert, Neubau des Schiffs und Turmerhöhung durch Matthias Binder, „1770“ (bezeichnet); mit Ausstattung; Friedhofsmauer, Torpfeiler mit Konsolgesims, im Kern 18. Jahrhundert, mit späteren Veränderungen | D-7-79-185-1  | weitere Bilder                     |
| Romantische Straße 8 (Standort)  | Wohn- und Geschäftshaus                       | Zweigeschossiger Bau mit Mansard-Halbwalmdach, Ecklisenen und Putzbändern, um 1830 | D-7-79-185-2  | Wohn- und Geschäftshaus            |
| Romantische Straße 10 (Standort) | Ehemaliger Gasthof                            | Zweigeschossiger Bau auf winkligem Grundriss mit Mansard-Halbwalmdach, Ecklisenen und profiliertem Traufgesims, zweites Viertel 19. Jahrhundert | D-7-79-185-3  | Ehemaliger Gasthof                 |
| Romantische Straße 45 (Standort) | Ehemaliges Bahnhofsempfangsgebäude            | zweigeschossiger, jetzt verputzter Ziegelbau mit Walmdach und dreigeschossigem Mittelrisalit mit Satteldach, im Maximilianstil, wohl von Friedrich Bürklein, um 1860, Ausbau zum Dienstwohngebäude um 1880. | D-7-79-185-19 | Ehemaliges Bahnhofsempfangsgebäude |
| Romantische Straße 47 (Standort) | Bahnhofsgebäude                               | zweigeschossiger Satteldachbau mit Zwerchgiebel, Gesimsgliederung und reichem Putzornament, um 1880. | D-7-79-185-16 | Bahnhofsgebäude                    |

### Appetshofen
| Lage                                             | Objekt                                          | Beschreibung | Akten-Nr.    | Bild           |
| ------------------------------------------------ | ----------------------------------------------- | --- | ------------ | -------------- |
| Appetshofen 73 und 75; In Appetshofen (Standort) | Evangelisch-lutherische Pfarrkirche St. Jakobus | Chorturmkirche, Saalbau mit eingezogenem Rechteckchor im Turm mit Oktogon und Schweifkuppel, profiliertem Traufgesims, aufgeputzten Schlusssteinen über den Fenstern und Sakristeianbau nördlich am Turm, Turmunterbau Mitte 13. Jahrhundert, 1615 Turmerhöhung um Oktogon und Zwiebelhaube, 1775 f. Neubau des Kirchenschiffs, Sakristeianbau wohl 20. Jahrhundert; mit Ausstattung Friedhofsmauer, mit kräftigen Strebepfeilern, 17./18. Jahrhundert Friedhof, 17./18. Jahrhundert | D-7-79-185-4 | weitere Bilder |
| Appetshofen 56 (Standort)                        | Gasthaus                                        | Zweigeschossiger Satteldachbau mit korbbogigem Hausteinportal, „1745“ (bezeichnet), rückseitig erweitert und stark überformt | D-7-79-185-5 | Gasthaus       |
| Appetshofen 73 (Standort)                        | Evangelisch-lutherisches Pfarrhaus              | Östlich an die Chorturmkirche anschließend, zweigeschossiger Satteldachbau mit nach Westen abgewalmtem Dach, Ecklisenen und profiliertem Trauf- und Giebelsohlegesims, zweite Hälfte 18. Jahrhundert, 1957 nach Osten bis zum Kirchturm erweitert | D-7-79-185-6 | weitere Bilder |

### Balgheim
| Lage                     | Objekt                                           | Beschreibung | Akten-Nr.    | Bild                     |
| ------------------------ | ------------------------------------------------ | --- | ------------ | ------------------------ |
| Dorfstraße 16 (Standort) | Ehemaliges Wohnstallhaus                         | Langgestreckter, erdgeschossiger Satteldachbau mit Profilgesims an Traufe und Giebelansätzen, im Kern wohl um 1780, im 19. Jahrhundert erweitert | D-7-79-185-8 | Ehemaliges Wohnstallhaus |
| Kirchgasse 6 (Standort)  | Evangelisch-lutherische Pfarrkirche St. Aegidius | Chorturmkirche, Saalbau mit eingezogenem Rechteckchor im Turm mit Oktogon und Schweifkuppel sowie mit Sakristeianbau nördlich an Schiff und Turm, Turmunterbau Anfang 14. Jahrhundert, um 1613 Kirchenschiff und Turmoktogon errichtet, Sakristei wohl 20. Jahrhundert; mit Ausstattung | D-7-79-185-7 | weitere Bilder           |

### Enkingen
| Lage                      | Objekt                                          | Beschreibung | Akten-Nr.    | Bild           |
| ------------------------- | ----------------------------------------------- | --- | ------------ | -------------- |
| Kirchstraße 10 (Standort) | Evangelisch-lutherische Pfarrkirche St. Jodokus | Saalbau mit nicht eingezogenem dreiseitig geschlossenen Chor mit Strebepfeilern, Sakristeianbau im südlichen Chorwinkel und Westturm mit Oktogon und gestaffeltem Helm, Chor Ende 14. Jahrhundert, „1607“ (bezeichnet) nach Einsturz des Turms Schiff, Turm und Sakristei neu errichtet; mit Ausstattung | D-7-79-185-9 | weitere Bilder |

### Kleinsorheim
| Lage                      | Objekt                                          | Beschreibung | Akten-Nr.              | Bild           |
| ------------------------- | ----------------------------------------------- | --- | ---------------------- | -------------- |
| Am Kirchberg 1 (Standort) | Schmiedeeiserner Ausleger                       | Erste Hälfte 18. Jahrhundert | D-7-79-185-11 Wikidata | weitere Bilder |
| Am Kirchberg 2 (Standort) | Evangelisch-lutherische Pfarrkirche St. Andreas | Saalbau mit geschweiftem Volutengiebel im Westen und Ostturm mit profiliertem Gurt- und Traufgesims, Oktogon und Zwiebelhelm, im südlichen Turmwinkel Sakristeianbau, westlich ein modernes Vorzeichen, 1702 an Stelle eines Vorgängerbaus errichtet, 1768 (bezeichnet) nach Westen erweitert, Sakristei und Vorzeichen modern; mit Ausstattung Friedhofsummauerung, mit übergiebeltem korbbogigen Friedhofstor mit Werksteineinfassung im Westen, 18. Jahrhundert | D-7-79-185-10          | weitere Bilder |
| Oberdorf 4 (Standort)     | Evangelisch-lutherisches Pfarrhaus              | Zweigeschossiger Walmdachbau mit tiefem Dachüberstand, Ecklisenen und segmentbogigen Tür- und Fensteröffnungen, 1840/42 Stadel, Satteldachbau mit ehem. segmentbogigen Toreinfahrten, um 1842, später verändert Ehemaliges Waschhaus, Walmdachbau mit Lisenengliederung und Zahnschnittfries sowie mit segmentbogigen Tür- und Fensteröffnungen, um 1842 Einfriedung mit Torpfeilern mit Lisenengliederung und Zahnschnittfries, um 1842                           | D-7-79-185-15 Wikidata | weitere Bilder |

### Lierheim
| Lage                       | Objekt                              | Beschreibung | Akten-Nr.     | Bild                                |
| -------------------------- | ----------------------------------- | --- | ------------- | ----------------------------------- |
| Lierheim 5 (Standort)      | Mühle                               | Hauptgebäude zweigeschossig mit Satteldach, schwalbenschwanzförmigem Firstaufsatz, korbbogigem Portal mit Werksteineinfassung und aufgedoppelter Haustüre, im Kern vielleicht 18. Jahrhundert, im 19. Jahrhundert erweitert | D-7-79-185-12 | Mühle                               |
| Lierheim 33, 35 (Standort) | Ehemaliges Deutschordensschloss     | Dreigeschossiger Mansardwalmdachbau mit nach Westen vorkragendem südlichen Trakt, nach Süden und Osten risalitartig vorkragende Zwerchhäuser mit rahmenden Doppelpilastern bzw. Lisenen und Dreiecksgiebeln mit Wappen, Teile der nördlichen Grundmauern wohl Mitte 12. Jahrhundert, 1579 ff. durch Wolfgang Waldberger weitgehend erneuert, 1758 ff. durch Mathias Binder umgestaltet und der Südflügel nach Osten bis zur Fluchtlinie erweitert; mit Ausstattung Ringmauer, mit neun runden Wachtürmen und Schießscharten, im Kern wohl 16. Jahrhundert Haupttor, mit Giebelaufsatz, Toreinfahrt mit Werksteineinfassung und zwei flankierenden Fußgängerpforten, 1606 Im Osten und Süden Teile des Grabens erhalten, 16. Jahrhundert | D-7-79-185-13 | weitere Bilder                      |
| Lierheim 42 (Standort)     | Friedhofsmauer, ehemalige Ringmauer | im Kern wohl mittelalterlich, im 20. Jahrhundert ergänzt | D-7-79-185-14 | Friedhofsmauer, ehemalige Ringmauer |